# Холлик, Майкл
Майкл Эндрю Холлик (англ. Michael Andrew Hollick; род. 5 августа 1973 года, Бруклин, Нью-Йорк) — американский актёр. Наиболее известен озвучиванием Нико Беллика, главного героя компьютерной игры Grand Theft Auto IV.

## Карьера
Холлик известен по выступлениям в таких пьесах, как De La Guarda и Fuerzabruta вне Бродвея, а также Тарзан и Прыгуны на Бродвее. Помимо этого он играл небольшие роли в сериалах на телевидении: Закон и порядок, Гавайи 5.0, Закон и порядок: Преступное намерение, Закон и порядок: Специальный корпус и Секс в большом городе. В данный момент он играет злого персонажа Шрама в Лас-Вегасовской постановке мюзикла Король Лев.
Холлик подарил свой голос главному герою игры Grand Theft Auto IV Нико Беллику. Его труд был высоко оценён, на церемонии награждения в области компьютерных игр Spike Video Game Awards Холлик одержал победу в номинации "Лучший мужской голос озвучивания". Позже он был крайне недоволен тем, сколько ему заплатили после работы над Grand Theft Auto IV; он получил 100 000 долларов, в то время как сама игра собрала 600 миллионов.

## Личная жизнь
В настоящий момент живёт в Лас-Вегасе. Холлик женат на актрисе Анджеле Тсаи. 22 июля 2010 года у них родился сын, который получил имя Максвелл Мин Холлик. В 2015 у пары родилась дочь, которую назвали Евой.
Холлик учился в университете Карнеги — Меллон, где он получил степень бакалавра в области изящных искусств. Сейчас Холлик работает над диснеевским мюзиклом Король Лев в Лас-Вегасе, штат Невада, и Морристауне, штат Нью-Джерси. В конце 2015 года Холлик и Тсаи купили дом в Маунтин-Лейкс, Нью-Джерси, исключительно для рабочих целей.

## Фильмография
| Год       | Название                              | Роль                                        | Заметки                                              |
| --------- | ------------------------------------- | ------------------------------------------- | ---------------------------------------------------- |
| 2000–2002 | Закон и порядок: Специальный корпус   | Тренер/Парамедик                            | Эпизоды: "Торжество справедливости" "Справедливость" |
| 2002      | Секс в большом городе                 | Дики Сейлор                                 | Эпизод: "Поднять якоря"                              |
| 2006–2009 | Закон и порядок                       | Ник Карвахаль/Министр                       | Эпизоды: "Известность" "Достоинство"                 |
| 2007      | Закон и порядок: Преступное намерение | Барри Эпштейн                               | Эпизод: "Привилегия"                                 |
| 2014      | Гавайи 5.0                            | Лейтенант военно-морской разведки Грейнджер | Эпизод: "Попутного ветра"                            |

| Год  | Название                                    | Роль                      | Заметки                                   |
| ---- | ------------------------------------------- | ------------------------- | ----------------------------------------- |
| 2008 | Grand Theft Auto IV                         | Нико Беллик               | Голос и захват движений                   |
| 2009 | Grand Theft Auto IV: The Lost and Damned    | Нико Беллик               | Диалоги использованы из оригинальной игры |
| 2009 | Grand Theft Auto IV: The Ballad of Gay Tony | Нико Беллик               | Диалоги использованы из оригинальной игры |
| 2011 | Homefront                                   |                           | Захват движений                           |
| 2015 | Dying Light: Cuisine & Cargo                | Рональд "Бритва" Томасино | Содержимое DLC                            |

## Награды и номинации
| Год  | Награда     | Категория                        | Наименование работы               | Результат |
| ---- | ----------- | -------------------------------- | --------------------------------- | --------- |
| 2008 | Spike award | Лучший мужской голос озвучивания | Нико Беллик в Grand Theft Auto IV | Победа    |